# Ракетни войски
Ракетните войски  – събирателно наименование на военни формирования, имащи на въоръжение ракетно оръжие. Съставна част са от въоръжените сили на държавите. Ракетните войски започват да се обособяват като род войски по време на Втората световна война 1939 – 45. Своите задачи решават самостоятелно или във взаимодействие с другите видове въоръжени сили.
В съвременните условия, в зависимост от предназначението Ракетните войски се подразделят на:
- Ракетни войски със стратегическо назначение
- Ракетни войски и Артилерия на сухопътните войски (СВ) и военно – морски флот (ВМФ)
- Зенитно - Ракетни войски

Ракетните войски със стратегическо назначение са основен вид във Въоръжените сили в някои страни – СССР (впоследствие Русия), САЩ, Франция и Китай. Предназначени са за достигане на главните цели на войната: унищожаване на средствата за нападение, военно-икономическия му потенциал, нарушаване на държавното управление и управлението на Въоръжените сили.
Ракетни войски и Артилерия – са основен род на Сухопътните войски, и са тяхна главна и решаваща ударна сила. Предназначени са за унищожаване на живата сила и огневите средства на противника.
Зенитно – ракетни войски са род войски, чието предназначение е за отразяване на средствата за въздушно нападение на противника.
1. ↑  Советская историческая энциклопедия

- Списък на условните обозначения на НАТО за ракети „земя-земя“

- Книгата – Началото и краят (Бояновският ракетен дивизион) с автор Стоян Балканджийски – ISBN 978-954-752-109-4
- Ракетни войски